# Schwarzenau (Bad Berleburg)
Schwarzenau (mundartlich Schworzena) ist ein Stadtteil von Bad Berleburg im nordrhein-westfälischen Kreis Siegen-Wittgenstein.

## Geschichte

### Erstbeurkundung
Schwarzenau wurde bereits 1059 als „Swarcenown“ urkundlich erwähnt. Zu dieser Zeit kann noch nicht von einem Dorf gesprochen werden. Die Ansiedlung bestand aus wenigen bäuerlichen Anwesen.

### Allgemein
In der Urkunde von 1059 sowie in weiteren Urkunden des 16. Jahrhunderts zählt ein Teil von Schwarzenau, das sog. Alte Dorf, zur Vogtei Elsoff. Das Alte Dorf verschwand Anfang des 16. Jahrhunderts. Von diesem Zeitpunkt an kann nur noch von einer Domäne Schwarzenau geredet werden.
Ab 1713 erfolgt die Ansiedelung von Canonisten. Teilweise sind unter den Neusiedlern auch Hugenotten. Ab dem Jahr 1732 gehört der Ort zum Elsoffer Viertel. 1760 sind es schon 47; Anfang des 19. Jahrhunderts sind es 49 Canongüter. In dieser Zeit entsteht das eigentliche Dorf Schwarzenau. Im Jahr 1819 kommt es zur Aufstellung des Schultheißenbezirk Schwarzenau, zu der auch die Gemeinde Beddelhausen gehört. Ab 1845 gehört der Ort zum Amt Arfeld.
Schwarzenau gehört seit dem 1. Januar 1975 im Rahmen des Sauerland-Paderborn-Gesetzes zur Stadt Bad Berleburg im Kreis Siegen-Wittgenstein. Der Ort bestand vorher als selbstständige Gemeinde.

### Einwohnerentwicklung
- 1961: 921 Einwohner[2]
- 1970: 894 Einwohner[2]
- 1974: 923 Einwohner[3]
- 2011: 821 Einwohner
- 2021: 761 Einwohner[1]

## Schloss Schwarzenau
Inmitten des Ortes an der Eder liegt das in der Mitte des 18. Jahrhunderts erbaute Herrenhaus Schwarzenau. Dieses diente zuerst als Witwensitz und Jagdschloss der Grafen zu Sayn-Wittgenstein. Aber bereits der Vorgängerbau wurde zum Regierungssitz ausgebaut, als in der radikalpietistischen Phase in Wittgenstein der Landesherr Graf Henrich Albrecht zu Sayn-Wittgenstein-Hohenstein seinen Lebensmittelpunkt dorthin verlegte und von dort aus, statt von Schloss Wittgenstein bei Laasphe, die Regierungsgeschäfte ausübte, um näher bei den dort wohnenden Glaubensgeschwistern sein zu können.

## Religion
Im oberen Hüttental bei Schwarzenau ließen sich seit ca. 1698 viele religiös verfolgte Siedler nieder. Sie wohnten nur in einfachen und ärmlichen Hütten, so entstand der Name „Hüttental“. In Schwarzenau wurde auch die heute noch bestehende pietistisch-täuferische Bewegung der Schwarzenauer Brüder gegründet, die sich nach Auswanderung nach Nordamerika vor allem in den USA verbreitete. Größte Kirche der Schwarzenau Brethren ist heute die Church of the Brethren. Die täuferische Bewegung entstand, als Alexander Mack Anfang August 1708 acht Personen in der Eder taufte. Heute erinnert das Alexander-Mack-Museum im oberen Hüttental an die Brüderkirche und die Zeit des radikalen Pietismus in Wittgenstein. Im Jahr 1854 wurde Schwarzenau eine selbständige Pfarrei, welche bis zum 31. Dezember 2005 Bestand hatte. Seit dem 1. Januar 2006 gehört der Ort zur evangelischen Lukas-Gemeinde im Eder- und Elsofftal.

## Persönlichkeiten

### Söhne und Töchter des Ortes
- Johann Christoph Sauer (1695–1757), Drucker und Pionier der deutsch-amerikanischen Presse
- Siegmund Jacob (1874–1944), Filmproduzent
- Paul Kanstein (1899–1981), Jurist, Gestapobeamter und SS-Führer
- Johann Friedrich Henschel (1931–2007), bis 1995 Vizepräsident des Bundesverfassungsgerichts
- Pia Wunderlich (* 1975), deutsche Fußballspielerin
- Tina Wunderlich (* 1977), deutsche Fußballspielerin

### Weitere Persönlichkeiten, die mit dem Ort in Verbindung stehen
- Ernst Christoph Hochmann von Hochenau (1670–1721), mystischer Pietist

## Verkehr
Der Bahnhof Schwarzenau (Eder) lag an der Bahnstrecke Bad Berleburg–Allendorf, welche stillgelegt ist.